# Edesnäs

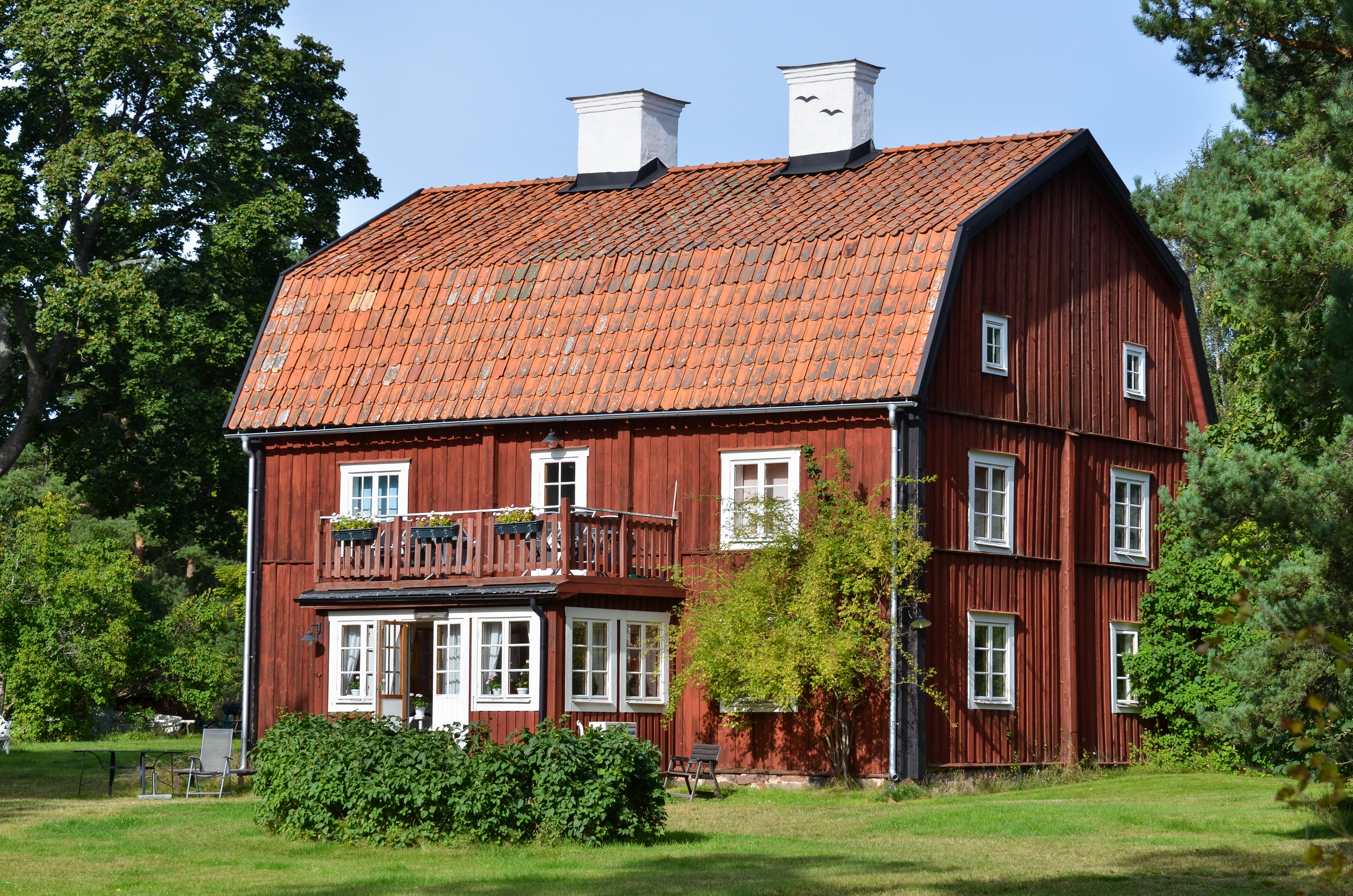
Edesnäs huvudbyggnad, 2012.

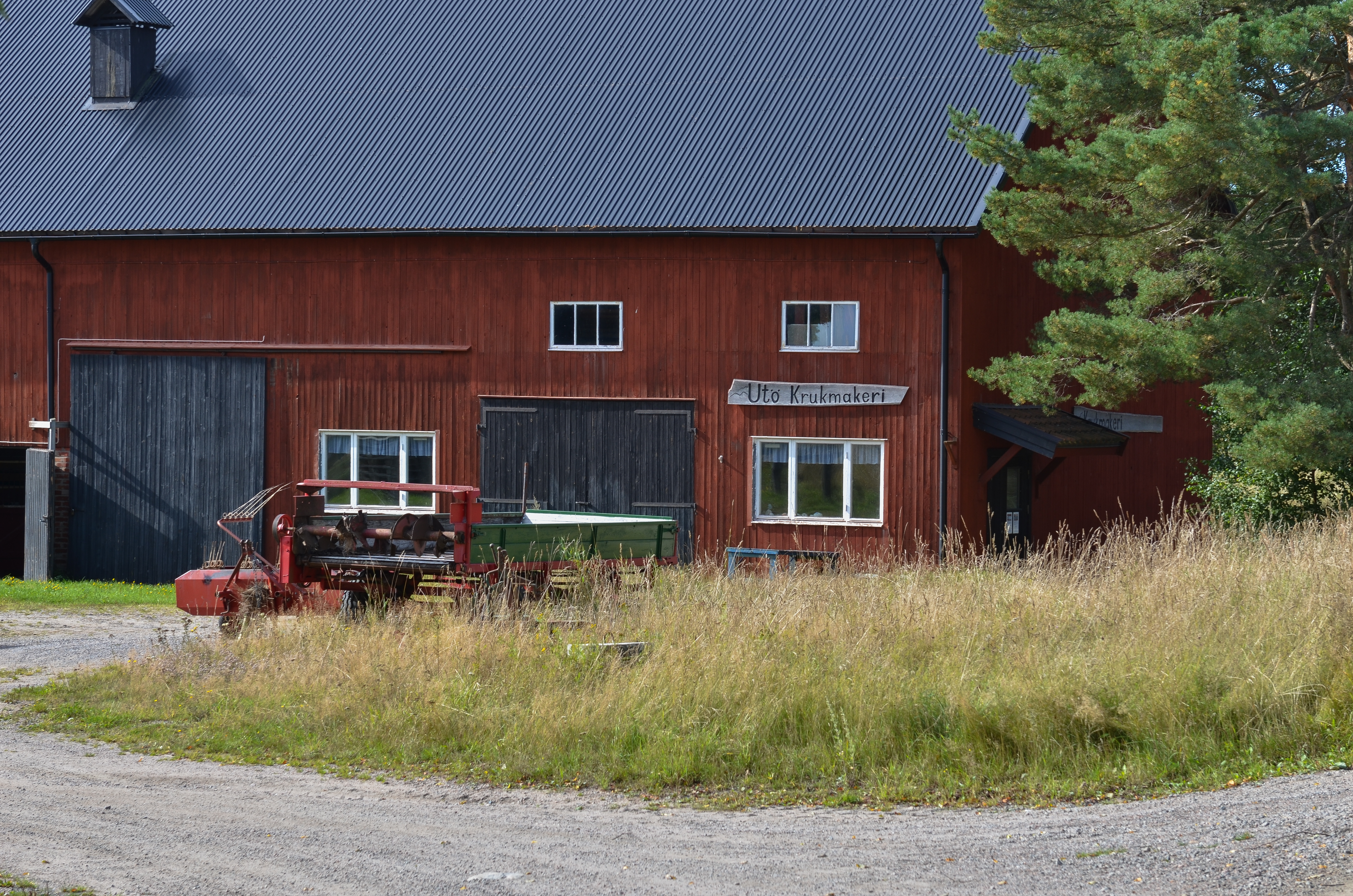
Edesnäs stora ladan, 2012.

Edesnäs är en herrgård och tidigare säteri på Utö i Utö socken och Haninge kommun.
Nuvarande huvudbyggnad härstammar från 1850. Kvar finns en före detta statarbostad från slutet av 1700-talet och en magasinsbyggnad med lerklinade väggar från tidigt 1800-tal. Rättarstugan är från 1880-talet. I Stora ladan som uppfördes 1947 finns nu ett krukmakeri och i gårdens tidigare mejeri och mjölkbod har en pizzeria inrättats.

## Historik
Edesnäs hette ursprungligen Ede och omtalas första gången 1425 ('Eedh') då Nils Erengislesson på Hammersta bytte till sig en gård här från riddaren Karl Öra. Den ingick 1442 i hans morgongåva till hustrun Brita Olovsdotter. Troligen fanns här då ännu en gård då 10 penningland jord i Ede ingick då 10 penningland jord här ingick då Tyska orden sålde Årsta till Erik Axelsson (Tott). Brita Olovsdotters gård i Ede ingick i en donation till Uppsala domkyrka 1475 men det hindrade henne inte att 1492 sälja den till Sten Sture den äldre, vilket ledde till en längre rättstvist. Av Sten Stures jordebok från omkring 1495 framgår att gården då räntade 10 penningar, 1 pund sälspäck, 20 ägg och 6 dagsverken årligen. 
Laurens Axelsson (Tott) som 1476 övertagit Årsta innehade samma år en gård i Ede som vare år räntade 10 avradspenningar, 1/2 pund smör, 3 dagsverken och vart fjärde år 2 örtugar nötepenningar. Sten Stures ägor kommer 1528 i Gustav Vasas ägor och räknades som Arv och eget men tillföll 1556 Johan Pedersson (Bååt). Den sägs ha 1 1/2 spanns utsäde och äng till 16 lass hö. Den andra gården följer med Årsta i släkten Bielkenstiernas ägo. 1562 sägs den gården ränta 10 penningar, 1 fjärding strömming, 1/2 får, 1 höna, 5 ägg, 2 stockar och 4 dagsverken årligen. Enligt tiondelängden fanns tre brukare i Ede 1573.
Av byn inrättade Claes Bielkenstierna 1650 ett säteri som han gav namnet Edesnäs, sedan han fem år tidigare bytt till sig andra delar av Utö från kronan. Han blev därmed även ägare till Utö gruvor. Godset reducerades senare till kronan och växlade flera gånger ägare fram till 1804 då Utö Gruvbolag köpte hela Utö med Edesnäs. Under bolagets ledning lades all jord på Utö under Edesnäs och arrendebönder och torpare ersattes av statare. Jordbruket vid gården upphörde 1984.